# Brachyodina insularis
Brachyodina insularis är en tvåvingeart som först beskrevs av James 1966.  Brachyodina insularis ingår i släktet Brachyodina och familjen vapenflugor. Inga underarter finns listade i Catalogue of Life.